# Åke Hedberg
Bernt Åke Hedberg (Vansbro, 14 dicembre 1929 – Västerås, 7 aprile 1971) è stato un sollevatore svedese campione europeo ad Helsinki nel 1952, che gareggiò nelle categorie dei pesi leggeri e pesi medi.

## Carriera
Militò nel club Kristinehamns ABK. Divenne campione svedese dei pesi medi nel 1951 e nel 1953, nonché campione nordico dei pesi medi nel 1953.
Partecipò ai Giochi olimpici di Helsinki nel 1952 piazzandosi al sesto posto e conquistando la medaglia d'oro europea poiché quell'edizione olimpica assegnava anche il titolo continentale. Nel 1953, ai campionati mondiali ed europei di Stoccolma, si classificò rispettivamente al quinto e al secondo posto, vincendo la medaglia d'argento.
Morì all'età di 41 anni nell'aprile del 1971. È sepolto nel cimitero di Storfors.